# Воља за ноћ
Воља за ноћ је седми албум београдског музичког састава Канда, Коџа и Небојша, издат 8. октобра 2014. године у издавачкој кући „Одличан хрчак“.
Албум је издат на интернету и на ЦД-у, а у првих 15 дана је доступан за бесплатно преузимање.
Издавању албума претходио је спот за песму Све је стало (у Р'Н'Р), објављен новембра претходне године, као и спот за песму Вера, нада, љубав и став, објављен уз излазак албума.
Певач Оливер Нектаријевић је о песми „Сироти Ани и Бо“ у интервјуу за Блиц 24. марта 2016. године је изјавио следеће:
Можда је и најлепша коју смо направили. Онако је, као нека бајка. Музика је главни Огњенов (Огњен Беадер, бивши басиста групе) потпис за наш бенд пре одласка у Емирате. Певање и текст су настали из сећања на неко давно прошло време. Које, јасно, није сасвим прошло.

## Списак песама
1. Шта је са Тибетом (2:27)
2. Вера, нада, љубав и став (4:13)
3. Увек у поноћ (3:40)
4. Свуда се слегло сребро (2:45)
5. Воља за ноћ (2:56)
6. Све је стало (у Р'Н'Р) (5:28)
7. Риф (3:06)
8. Не служим ничему (2:51)
9. Сироти Ани и Бо (4:43)
10. Џабалетанов кошмар и бег (3:11)
11. Комета Владе Џета (2:09)